# I'm Not a Girl, Not Yet a Woman
"I'm Not a Girl, Not Yet a Woman" is de derde single van Britney Spears van haar derde studioalbum Britney. In Amerika is het de tweede single, in plaats ervan werd de Darkchild Remix van "Overprotected" als derde single uitgebracht.

## Remixes/officiële versies
- Albumversie 3:51
- 2002 DT Christmas Express Mix
- 2002 DT Christmas Express Mix Instrumental
- Chocolate Puma Remix
- Chocolate Puma Dub 7:34
- Metro Remix 5:25
- Spanish Fly Remix
- Spanish Fly Dub
- Spanish Fly Club Dub
- Spanish Fly Remix Radio Edit 3:28
- Thunderpuss Club Mix
- Thunderpuss Radio Mix
- Thunderpuss Tribe-A-Pella
- ThunderDUB

## Prijzen
| I'm Not a Girl in de Nederlandse Top 40 | I'm Not a Girl in de Nederlandse Top 40 | I'm Not a Girl in de Nederlandse Top 40 | I'm Not a Girl in de Nederlandse Top 40 | I'm Not a Girl in de Nederlandse Top 40 | I'm Not a Girl in de Nederlandse Top 40 | I'm Not a Girl in de Nederlandse Top 40 | I'm Not a Girl in de Nederlandse Top 40 | I'm Not a Girl in de Nederlandse Top 40 | I'm Not a Girl in de Nederlandse Top 40 | I'm Not a Girl in de Nederlandse Top 40 |
| Week                                    | 1                                       | 2                                       | 3                                       | 4                                       | 5                                       | 6                                       | 7                                       | 8                                       | 9                                       | 10                                      |
| --------------------------------------- | --------------------------------------- | --------------------------------------- | --------------------------------------- | --------------------------------------- | --------------------------------------- | --------------------------------------- | --------------------------------------- | --------------------------------------- | --------------------------------------- | --------------------------------------- |
| Positie                                 | 34                                      | 27                                      | 14                                      | 14                                      | 17                                      | 15                                      | 20                                      | 26                                      | 36                                      | uit                                     |